# Riho Ōtake
Pour les articles homonymes, voir Otake.
Riho Ōtake (大竹 里歩, Ōtake Riho) est une joueuse de volley-ball japonaise née le 23 décembre 1993 à Yokohama (Préfecture de Kanagawa). Elle mesure 1,83 m et joue au poste de centrale. Elle totalise 81 sélections en équipe du Japon.

## Clubs
| Club                     | De        | À         |
| ------------------------ | --------- | --------- |
| Shimokitazawa Seitoku HS | 2009-2010 | 2011-2012 |
| Denso Airybees           | 2012-2013 | …         |

## Palmarès

### Équipe nationale
- Championnat d'Asie et d'Océanie des moins de 18 ans
  - Vainqueur : 2010.
- Championnat d'Asie et d'Océanie
  - Finaliste : 2013.

### Clubs
- Tournoi de Kurowashiki
  - Vainqueur : 2017.
- Coupe de l'impératrice
  - Finaliste : 2017.